# Prästkappan
Prästkappan (undertitel en heroisk berättelse) är en roman av Sven Delblanc från 1963. Boken gjordes 1986 till TV-serie i regi av Lars Lennart Forsberg.

## Handling
Ett sällsamt par drar genom Tyskland år 1784. Den ene är en förrymd präst, med sönderlästa ögon under svullna ögonlock; den andre är en tvåmetersjätte, som män och kvinnor betraktar med samma åtrå. De har flytt undan en grym länsherre för att vandra i frihet och fattigdom. Det blir en vandring full av äventyr: de dinerar vid furstars dignande bord, uppassade av lättklädda nymfer. De för lärda samtal och enrolleras i Hans Majestäts armé. Till sist hamnar de hos Fredrik den store själv och får lyssna till hans bittra livsfilosofi. Och hela tiden lyser som en ledstjärna för den förlupne prästen hans kärlek till den egensinniga fröken Ermelinda.
Prästkappan är en satir och pikaresk i Jonathan Swifts och Voltaires anda, en roman med humor, djupsinne, elegant pastisch och överflödande fantasi.